# أمبير غراي
أمبير غراي (بالإنجليزية: Amber Gray)‏ هي ممثلة مسرحية موسيقية ‏ وممثلة أمريكية، ولدت في 2 أبريل 1981 في Fort Belvoir ‏ في الولايات المتحدة.

## وصلات خارجية
- أمبير غراي على موقع IMDb (الإنجليزية)
- أمبير غراي على موقع ميوزك برينز (الإنجليزية)
- أمبير غراي على موقع قاعدة بيانات برودواي على الإنترنت (الإنجليزية)
- أمبير غراي على موقع قاعدة بيانات الفيلم (الإنجليزية)